# Daniel Márquez
Daniel Omar Márquez Palacios (Guadalajara, 18 gennaio 1986) è un ex calciatore messicano, di ruolo attaccante.